# 日本記録挑戦会
日本記録挑戦会兼住友電工杯（にほんきろくちょうせんかい）は、例年10月に兵庫県伊丹市の住友総合グランド陸上競技場で行われる陸上競技大会である。関西実業団陸上競技連盟主催、住友電工協賛で行われ、通常の大会ではあまり実施されない種目が中心に実施される。

## 概要
2011年に住友電工が伊丹製作所の開所70周年を記念して、それまで土のグラウンドだった住友総合グランド陸上競技場を1年かけて全天候型に改修した。競技場は日本陸上競技連盟から対抗競技会や記録会が開催できる第四種公認競技場に認定され、それを記念して関西地方でかつて行われていた同様の大会を復活させた。大会は「住友電工陸上フェスタ」の一環として開催され、同日に地元の小学生を招いた陸上教室なども開催される。あまり実施されない種目の日本記録誕生を後押しして陸上界を活性化させると共に、将来の競技者を育てることを目的としている。
第1回大会は「2012 関西実業団陸上競技連盟“日本記録挑戦”記録会」という名称で、第2回大会から現在の「日本記録挑戦会兼住友電工杯」という名称になっている。
第1回大会は日本記録が誕生せず、第2回大会では男子60mで江里口匡史が従来の日本最高記録を上回る6秒57をマークするも追い風参考記録（+2.1m/s）となった。第3回大会の男子60mで川面聡大が6秒63の日本最高記録で優勝、2位に入った西垣佳哉も従来の日本最高記録を上回る6秒68をマークし、3大会目にしてついに日本（最高）記録が誕生した。また、日本記録挑戦会では日本（最高）記録に留まらず、第5回大会の男子200mハードルで22秒80のアジア最高タイ記録（大室秀樹）、第6回大会の男子200mハードルでは22秒55の世界最高タイ記録（渡部佳朗）が誕生している。

## 大会一覧
| 回 | 開催日         | 実施種目 | 実施種目                                        | 日本記録   |        |
| -- | -------------- | -------- | ----------------------------------------------- | ---------- | ------ |
| 1  | 2012年10月21日 | 男子     | 100m、300m、5000m、200mH、1000mMR、4×800mR      | -          | [ 11 ] |
| 1  | 2012年10月21日 | 女子     | 100m、300m、3000m、5000m、100mH、200mH、4×800mR | -          | [ 11 ] |
| 2  | 2013年10月20日 | 男子     | 60m、100m、300m、5000m、200mH、4×200mR          | -          | [ 12 ] |
| 2  | 2013年10月20日 | 女子     | 60m、100m、300m、3000m、5000m、100mH、4×200mR   | -          | [ 12 ] |
| 3  | 2014年10月5日  | 男子     | 60m、100m、300m、5000m、200mH、4×200mR          | 60m（2）   | [ 13 ] |
| 3  | 2014年10月5日  | 女子     | 60m、100m、300m、3000m、5000m、100mH、4×200mR   | -          | [ 13 ] |
| 4  | 2015年10月4日  | 男子     | 60m、100m、300m、5000m、200mH、4×200mR          | -          | [ 14 ] |
| 4  | 2015年10月4日  | 女子     | 60m、100m、300m、3000m、5000m、100mH、4×200mR   | -          | [ 14 ] |
| 5  | 2016年10月16日 | 男子     | 60m、100m、300m、3000m、200mH、4×200mR          | 200mH（1） | [ 15 ] |
| 5  | 2016年10月16日 | 女子     | 60m、100m、300m、3000m、5000m、100mH、4×200mR   | -          | [ 15 ] |
| 6  | 2017年10月1日  | 男子     | 60m、100m、300m、3000m、5000m、200mH、4×200mR   | 200mH（1） | [ 16 ] |
| 6  | 2017年10月1日  | 女子     | 60m、100m、300m、3000m、5000m、100mH、4×200mR   | -          | [ 16 ] |

## 記録
男子60m（屋外）、男子200mハードル、女子300mは日本陸上競技連盟が日本記録と公認していないので、日本最高記録である。

### 大会から生まれた日本記録と従来の日本記録
|    |           | 大会から生まれた日本記録 | 大会から生まれた日本記録          |                      | 従来の日本記録           | 従来の日本記録 | 従来の日本記録 |
| 回 | 種目      | 選手（所属）             | 記録                              |                      | 選手（所属）             | 記録           | 年月日         |
| -- | --------- | ------------------------ | --------------------------------- | -------------------- | ------------------------ | -------------- | -------------- |
| 3  | 男子60m   | 川面聡大（ミズノTC）     | 6秒63（0.0）                      |                      | 有川秀之（福岡県教委）   | 6秒69          | 1985年         |
| 3  | 男子60m   | 西垣佳哉（法政大学）     | 6秒68（0.0）                      |                      | 有川秀之（福岡県教委）   | 6秒69          | 1985年         |
| 5  | 男子200mH | 大室秀樹（大塚製薬）     | 22秒80（-2.2） （アジアタイ記録） |                      | 秋本真吾（チームアイマ） | 22秒80（+1.8） | 2010年10月31日 |
| 6  | 男子200mH | 渡部佳朗（城西大学）     | 22秒55（+1.4） （世界タイ記録）   |                      | 秋本真吾（チームアイマ） | 22秒80（+1.8） | 2010年10月31日 |
| 6  | 男子200mH | 渡部佳朗（城西大学）     | 22秒55（+1.4） （世界タイ記録）   | 大室秀樹（大塚製薬） | 22秒80（-2.2）           | 2016年10月16日 |                |

### 大会記録と日本記録

#### 男子
|         | 大会記録                                             | 大会記録                        | 大会記録       |  | 日本記録                                             | 日本記録                        | 日本記録      |
| 種目    | 選手（所属）                                         | 記録                            | 年月日         |  | 選手（所属）                                         | 記録                            | 年月日        |
| ------- | ---------------------------------------------------- | ------------------------------- | -------------- |  | ---------------------------------------------------- | ------------------------------- | ------------- |
| 60m     | 川面聡大（ミズノTC）                                 | 6秒63（0.0）                    | 2014年10月5日  |  | 川面聡大（ミズノTC）                                 | 6秒63（0.0）                    | 2014年10月5日 |
| 100m    | 竹下裕希（住友電工）                                 | 10秒31（+0.5）                  | 2016年10月16日 |  | 桐生祥秀（東洋大学）                                 | 9秒98（+1.8）                   | 2017年9月9日  |
| 300m    | ウォルシュ・ジュリアン（東洋大学）                   | 32秒66                          | 2017年10月1日  |  | 藤光謙司（ゼンリン）                                 | 32秒21                          | 2015年4月12日 |
| 3000m   | 遠藤日向（学校法人石川高校）                         | 7分59秒18                       | 2016年10月16日 |  | 大迫傑（日清食品グループ）                           | 7分40秒09                       | 2014年9月8日  |
| 5000m   | 松岡佑起（大塚製薬）                                 | 14分02秒02                      | 2012年10月21日 |  | 大迫傑（ナイキOP）                                   | 13分08秒40                      | 2015年7月17日 |
| 200mH   | 渡部佳朗（城西大学）                                 | 22秒55（+1.4） （世界タイ記録） | 2017年10月1日  |  | 渡部佳朗（城西大学）                                 | 22秒55（+1.4） （世界タイ記録） | 2017年10月1日 |
| 4×200mR | 橋元晃志 三原浩幸 愛敬彰太郎 竹下裕希 （早稲田大学） | 1分22秒23                       | 2014年10月5日  |  | 橋元晃志 竹下裕希 愛敬彰太郎 三原浩幸 （早稲田大学） | 1分22秒12                       | 2014年9月14日 |

#### 女子
|         | 大会記録                                                   | 大会記録       | 大会記録       |  | 日本記録                                           | 日本記録       | 日本記録       |
| 種目    | 選手（所属）                                               | 記録           | 年月日         |  | 選手（所属）                                       | 記録           | 年月日         |
| ------- | ---------------------------------------------------------- | -------------- | -------------- |  | -------------------------------------------------- | -------------- | -------------- |
| 60m     | 和田麻希（ミズノTC）                                       | 7秒41（+1.4）  | 2013年10月20日 |  | 渡辺真弓（東邦銀行）                               | 7秒36（+0.9）  | 2012年10月20日 |
| 100m    | 和田麻希（ミズノTC）                                       | 11秒71（+0.9） | 2014年10月5日  |  | 福島千里（北海道ハイテクAC）                       | 11秒21（+1.7） | 2010年4月29日  |
| 300m    | 西田美菜（立命館大学）                                     | 38秒88         | 2017年10月1日  |  | 久保倉里美（新潟アルビレックスRC）                 | 37秒80         | 2009年4月19日  |
| 3000m   | 田中美帆（天満屋）                                         | 9分18秒44      | 2014年10月5日  |  | 福士加代子（ワコール）                             | 8分44秒40      | 2002年7月5日   |
| 5000m   | 福士加代子（ワコール）                                     | 15分37秒70     | 2012年10月21日 |  | 福士加代子（ワコール）                             | 14分53秒22     | 2005年7月8日   |
| 100mH   | 伊藤愛里（住友電工）                                       | 13秒41（+1.0） | 2014年10月5日  |  | 金沢イボンヌ（佐田建設）                           | 13秒00（+0.7） | 2000年7月16日  |
| 4×200mR | 稲岡真由 大橋沙季 鈴木彩芳 中島ひとみ （園田学園女子大学） | 1分37秒13      | 2017年10月1日  |  | 紫村仁美 千葉麻美 青木沙弥佳 渡辺真弓 （東邦銀行） | 1分35秒36      | 2015年10月17日 |